# Der Kuseng

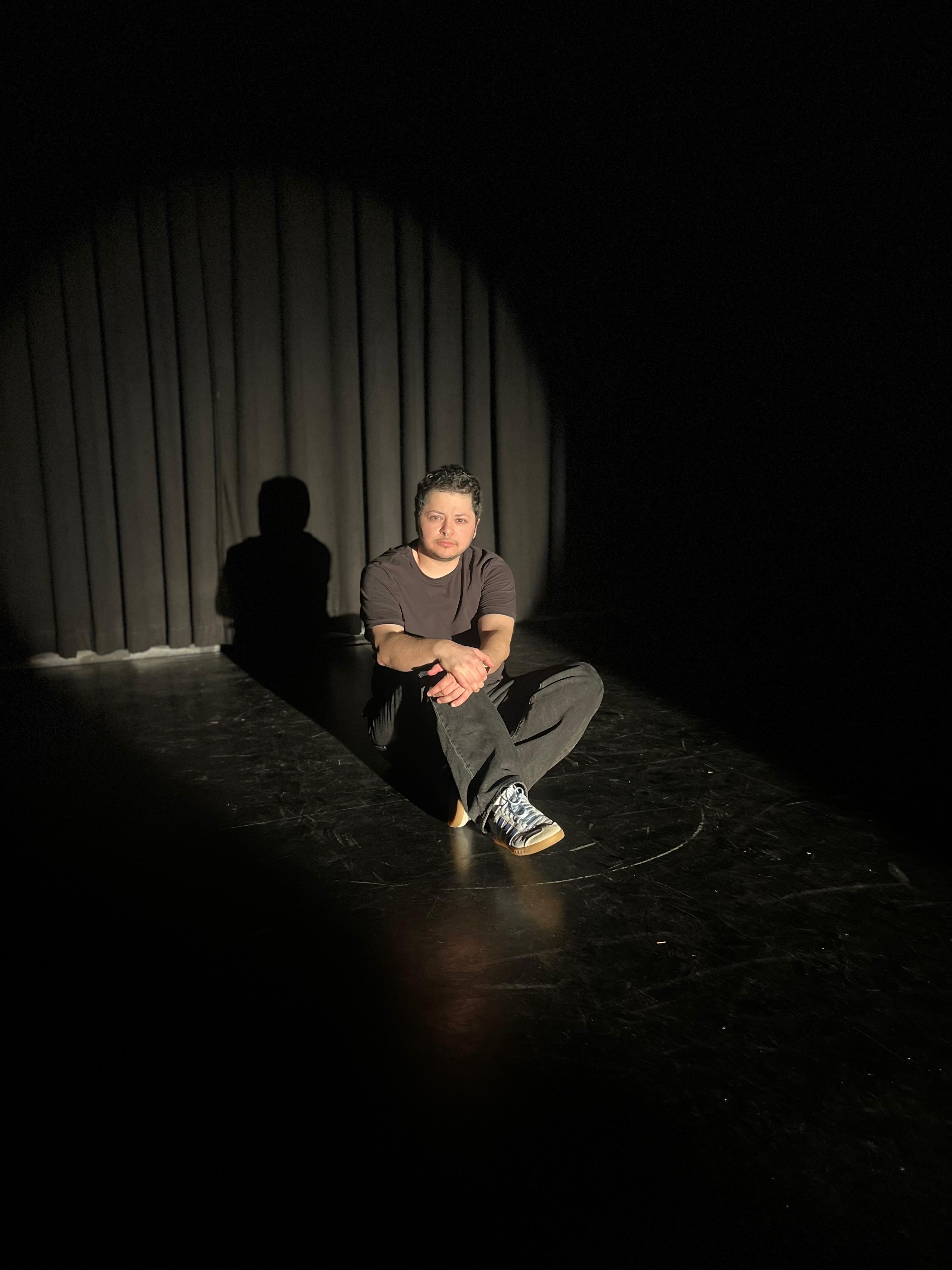
Der Kuseng auf der Bühne der Kulisse Wien

Kian Kaiser (* 1989) (Künstlername: Der Kuseng) ist ein österreichischer Kabarettist. Bekannt wurde er mit seinem 2025 uraufgeführten Debütprogramm Hoamatlond, Hoamatlond für das er im selben Jahr den Förderpreis des Österreichischen Kabarettpreises erhielt.

## Leben
Kaiser wuchs als Kind iranischer und türkischer Eltern in Oberösterreich auf und lebte zunächst in einem Asylheim in Timelkam. Im Alter von etwa zehn Jahren erhielt er die österreichische Staatsbürgerschaft. Vor seiner Kabarettkarriere war Kaiser als Rapper und Autor aktiv. Unter anderem veröffentlichte er ein Buch über die feministisch-queere Hip-Hop-Szene im deutschsprachigen Raum gemeinsam mit der Berliner Rapperin Sookee. Seit 2016 lebt er in seiner Wahlheimat Wien. 

## Kabarettkarriere
Seinen ersten Auftritt als Kabarettist hatte er im Oktober 2023 bei Politically Correct Comedy Club (PCCC). Es folgten Auftritte unter anderem im Rahmen von FM4, beim Kultursommer Wien, im Volkstheater Wien und auf verschiedenen Kleinkunstbühnen. Sein erstes Soloprogramm Hoamatlond, Hoamatlond feierte im April 2025 Premiere in der ausverkauften Kulisse Wien. Das Programm behandelt Themen wie Herkunft, Sprache, Zugehörigkeit, queeres Leben und österreichische Alltagskultur. 2025 wurde Hoamatlond, Hoamatlond mehrfach vor ausverkauftem Haus gespielt und erhielt überwiegend positive Kritiken.

## Stil und Themen
Kaisers Stil beschreibt die Jury des Kabarettpreises mit den Worten: „Mit feinem Gespür für Sprache, Lebenswelten und das richtige Timing verwandelt Der Kuseng persönliche Erfahrungen in universelle Erzählungen. Er bringt zum Lachen, ohne auszuteilen.“  Er selbst widmet sich dem Thema „Heimat“ nicht als geografischen Ort, sondern als sozialen Raum, in dem Menschen so sein können, wie sie sind. Seine Auftritte verbinden persönliche Erfahrungen mit gesellschaftskritischen Beobachtungen. Humor versteht er als Mittel, unterschiedliche Lebenswelten in einen Dialog zu bringen. Kritiker und Kritikerinnen hoben Kaisers sprachliche Präzision, seine Mischung aus Tiefgang und Leichtigkeit sowie die Verknüpfung politischer Inhalte mit unterhaltsamen Erzählweisen hervor.